# Holmtjärnen (Gudmundrå socken, Ångermanland)
Holmtjärnen är en sjö i Kramfors kommun i Ångermanland och ingår i Indalsälvens huvudavrinningsområde.